# 双柱
双柱（そうちゅう）は、縦線であるバーティカルバーを横に2つ並べた記号である。文字列の区切りで使用されるほか、発音記号や数学においても使用される。にほんぼうとも呼ばれる。

## 文章における用法
文章においては区切りを表す用途で用いられることが多い。

## 発音記号における用法
- 国際発音記号においては、歯茎側面吸着音を表す。
- 国際発音記号においては、超分節要素としては、大きな区切りを表す。

## 数学における用途
- ‖x‖はxのノルムをあらわす。

## その他用途
- レイアウト上の項目の区切りとして、バーティカルバーのみでは紛らわしいために用いられることがある。
- 縦書きの文章中で、ダブルハイフンや等号の代わりに使用されることがある。
- 鉄道の時刻表では、経路が違う（その駅・区間を経由しない）場合の表記に用いる。（例：東海道本線の大垣駅 - 関ケ原駅間において新垂井線（通称）を経由し、垂井駅を経由せずに運行する特急列車（下り列車のみ）の垂井駅の時刻欄に使用[1]。）
- 二本で書かれた罫線のことを双柱罫とよぶ。
- 並列回路の合成抵抗の演算子として使われる。

{\displaystyle R_{1}\parallel R_{2}={\frac {R_{1}R_{2}}{R_{1}+R_{2}}}}.

## その他
- 類似の記号に平行記号がある。JIS X 0208では1面34区の文字はUnicodeではU+2016の双柱であらわすが、Microsoftの以前の文字コードでは誤って平行記号にマッピングしており、文字化けが発生することがある。詳しくは平行記号を参照。

## 符号位置
| 記号 | Unicode | JIS X 0213 | 文字参照         | 名称 |
| ---- | ------- | ---------- | ---------------- | ---- |
| ‖    | U+2016  | 1-1-34     | &#x2016; &#8214; | 双柱 |